# Djimande
Djimande est un village du Sénégal situé en Basse-Casamance. Il fait partie de la communauté rurale de Diégoune, dans l'arrondissement de Tendouck, le département de Bignona et la région de Ziguinchor.

## Description
Le village est composé de 3 quartiers : Batinding (Packaw) au nord-est en entrant de Djimande du côté de Diégoune, Bandine à l'ouest, et Dangaye au sud-est.